# Пітер Моцек
Пітер Моцек (англ. Peter Motzek, 1 червня 1957) — канадський хокеїст на траві.
Учасник Олімпійських Ігор 1976 року.